# یوا میکامی
یوا میکامی (به ژاپنی: 三上悠亜,) (متولد ۱۶ اوت ۱۹۹۳) خواننده بت است. او در سال ۲۰۱۴ به عنوان عضوی از گروه بت‌های SKE48 حضور داشت. وی در سال ۲۰۱۵ با استفاده از Muteki وارد صنعت سرگرمی بزرگسالان شد. با موفقیت بزرگی برچسب زد و تا سال ۲۰۱۷ او یکی از محبوب‌ترین و پرفروش‌ترین بت‌های معاصر AV شد که چندین جایزه کسب کرد. میکامی در حال حاضر با برچسب سبک S1 شماره ۱ در حال اجرای برنامه است و در بیش از ۱۵۰ فیلم بزرگسالان (شامل مجموعه‌ها و AVهای مبتنی بر VR) نیز حضور دارد.
میکامی جدا از بازی در فیلم‌های بزرگسالان، به عنوان خواننده و بت نیز فعال بود. او در سال ۲۰۱۵ عضو گروه بت‌های Ebisu Muscats شد و همچنین در کره جنوبی به عنوان عضوی از گروه بت‌های Honey Popcorn در سال ۲۰۱۸ اولین بازی خود را انجام داد. او همچنین در Yakuza 6 و Yakuza Kiwami 2 به عنوان مهمان ظاهر شد.